# قتل مردیت کرچر
قتل مردیت کرچر (به انگلیسی: Meredith Kercher) در شهر پروجا ایتالیا در شب یکم نوامبر سال ۲۰۰۷ اتفاق افتاد. روز بعد، پلیس پیکر دانشجوی بریتانیایی را در آپارتمان او، که در آن با سه زن جوان دیگر زندگی می‌کرد، پیدا کرد. پیکر نیمه لخت او در حالی پیدا شد که در اتاق خود روی زمین افتاده بود و پتویش روی او انداخته شده بود، همچنین آثار خون بر روی زمین، دیوارها و رخت خواب او مشخص بود. آسیب‌شناس‌های پزشکی قانونی پس از بررسی جسد نتیجه گرفتند، سعی شده او را خفه کنند و سپس گردن او را زخمی‌کرده‌اند که باعث خونریزی شدید و نهایتاً مرگ او شده‌است. بدن او به جز زخم‌های چاقو روی گردن و دست‌هایش ۴۰ کبودی و خراش دیگر نیز داشت، همچنین شواهدی از تجاوز جنسی هم پیدا شد. دو کارت اعتباری و ۳۰۰ یورو گم شده بود، و هر دو موبایل او (یکی محلی و دیگری بریتانیایی) در حیاطی نزدیک آپارتمان وی پیدا شد.
در ششم نوامبر ۲۰۰۷، پلیس دو مظنون را دستگیر کرد: آماندا ناکس (به انگلیسی: Amanda Knox)، دانشجویی آمریکایی، و رافائل سُلِچیتو (به ایتالیایی: Raffaele Sollecito) دانشجویی ایتالیایی که مدت دو هفته بود که دوست پسر ناکس بود. در زمان دستگیری هر دو ادعا کردند که بی گناه هستند؛ و برای اثبات ادعای خود در طول بررسی پرونده تلاش کردند.
در بیستم نوامبر ۲۰۰۷، براساس مدارک پیدا شده در صحنه جرم شامل دی‌ان‌ای و اثرانگشت‌ها، رودی هرمن گودِ (به هلندی: Rudy Hermann Guede)، مردی اهل ساحل عاج که مدت زیادی ساکن پروجا بود، در آلمان دستگیر شد. او متعاقباً به ایتالیا منتقل شد. گودِ در یک محاکمه سریع در بیست و هشتم اکتبر ۲۰۰۸ به جرم تجاوز جنسی و قتل کرچر به ۳۰ سال زندان محکوم شد. این حکم در دادگاه تجدیدنظر به ۱۶ سال کاهش یافت. با این حال گودِ اصرار دارد که بی گناه است.
محاکمه ناکس و سلچیتو از ۱۶ ژانویه ۲۰۰۹ آغاز شد. در ۴ دسامبر ۲۰۰۹، به جرم قتل و خشونت جنسی و چندین جرم دیگر ناکس به ۲۶ سال و سلچیتو به ۲۵ سال زندان محکوم شدند. این در حالی است که دادستان برای هر دو حبس ابد را درخواست کرده بود. هر دو رسانه‌ها را از درخواست تجدیدنظر برای احکام خود که دادگاه آن در آوریل ۲۰۱۰ برگزار خواهد شد، مطلع کرده‌اند.

## در رسانه‌ها
این پرونده تحت پوشش وسیع رسانه‌ها در ایتالیا، انگلستان و ایالات متحده آمریکا قرار داشت. در آمریکا به دلیل ادعاهایی مبنی بر محاکمهٔ نا عادلانهٔ ناکس و سلچیتو بحث‌های زبادی به وجود آمد.
در سال ۲۰۱۱ یک فیلم تلویزیونی براساس این داستان با بازی مارسیا گی هاردن ساخته شد که از کانال منوتو با دوبله فارسی در سال ۲۰۱۶ پخش شد.

## مردیت کرچر
مردیت سوسانا کارا کرچر (به انگلیسی: Meredith Susanna Cara Kercher)، که بین دوستانش به به Mez معروف بود، در ۲۸ دسامبر ۱۹۸۵ در ساوت وارک، لندن به دنیا آمد و در کالسدون در جنوب لندن زندگی کرد. دو برادر بزرگتر از خود، جان و لایل، و یک خواهر بزرگتر به نام استفانی داشت. او در دانشگاه لیدز درس می‌خواند و به عنوان دانشجوی خارجی به دانشگاه پروجا منتقل شد تا مدرک خود را در رشتهٔ مطالعات اروپایی بگیرد. او همچنین پیش از مرگش در موزیک ویدیوی آهنگ بعضی می‌گویند (Some Say) از کریستیان لنتیو بازی کرد. در پروجا، در طبقهٔ بالای آپارتمانی در Via della Pergola 7 همراه با دو زن ایتالیایی دیگر زندگی می‌کرد. آماندا ناکس وقتی برای تحصیل به دانشگاه پروجا آمد با آن‌ها هم‌خانه شد.
مراسم تدفین کرچر در ۱۴ دسامبر ۲۰۰۷ در کلیسایی به نام Croydon Parish Church با حضور بیش از ۳۰۰ نفر برگزار شد. بعد از مرگش دانشگاه لیدز به او مدرک افتخاری اعطا کرد. جان کرچر پدر قربانی، روزنامه‌نگار و مادرش آرلین کرچر خانه‌دار و متولد هند است.